# Actualités tibétaines
Actualités tibétaines est un magazine trimestriel en français édité par l'association de soutien au Bureau du Tibet depuis 1996. Cette revue fait suite à une autre portant le même nom et éditée à Dharamsala à partir de 1989.
Il comprend des informations et nouvelles sur la situation au Tibet, les activités du gouvernement tibétain en exil et les associations de soutien aux réfugiés et au Tibet.
Ce magazine est tiré à 5000 exemplaires. 